# Martin Lundgren (sametingsledamot)
Olov Martin Lundgren, född 19 maj 1974 i Arvidsjaurs församling, Norrbottens län, är en svensk samisk politiker.

## Biografi
Martin Lundgren föddes 1954 i Arvidsjaurs församling. Han är sedan 2017 ledamot i Sametinget för Vuovdega. Lundgren är även ledamot i Rennäringsnämnden.